# Melaleuca protrusa
Melaleuca protrusa är en myrtenväxtart som beskrevs av Lyndley Alan Craven och Lepschi. Melaleuca protrusa ingår i släktet Melaleuca och familjen myrtenväxter. Inga underarter finns listade i Catalogue of Life.